# Феліпе Франса Сілва
Феліпе Франса Сілва (порт. Felipe França Silva, 14 травня 1987) — бразильський плавець.
Учасник Олімпійських Ігор 2008, 2012, 2016 років.
Чемпіон світу з водних видів спорту 2011 року, призер 2009 року.
Чемпіон світу з плавання на короткій воді 2010, 2014 років.
Переможець Пантихоокеанського чемпіонату з плавання 2010 року, призер 2014 року.
Переможець Панамериканських ігор 2011, 2015 років.
Переможець Південнамериканських ігор 2010 року, призер 2006 року.
Призер літньої Універсіади 2009 року.